# Eulepidotis albidus
Eulepidotis albidus är en fjärilsart som beskrevs av Blanchard 1832. Eulepidotis albidus ingår i släktet Eulepidotis och familjen nattflyn. Inga underarter finns listade i Catalogue of Life.